# Tông Mơ dây
Paederieae là một tông trong phân họ Rubioideae của họ Rubiaceae.

## Các chi
- Leptodermis
- Paederia
- Saprosma (theo GRIN, tuy nhiên NCBI lại xếp chi này trong tông Spermacoceae.)
- Serissa
- Spermadictyon